# Józsa Richárd
Józsa Richárd (Várpalota, 1984. április 6. –) magyar színművész.

## Életpályája
1984-ben született Várpalotán, az általános iskolát is itt végezte. Székesfehérváron érettségizett a Tóparti Gimnázium és Művészeti Szakközépiskolában, majd kerámikus technikusi végzettséget szerzett 2002-ben. 2003-tól a Kaposvári Egyetem rajz-vizuális kommunikáció szakos hallgatója lett, azonban egy év elteltével felvételt nyert a színművész szakra. 2008-ban szerezte meg diplomáját, majd a Pécsi Nemzeti Színházhoz szerződött, amelynek azóta tagja.

## Díjai és kitüntetései
- Szendrő József-díj (2013)[2]